# General Güemes
General Güemes, meglio conosciuta come Güemes, è una città dell'Argentina, situata al centro della provincia di Salta, capoluogo dell'omonimo dipartimento. 

## Geografia
Si trova 38 km ad ovest della capitale provinciale Salta, lungo la Ruta Nacional 9. Il suo nome è un omaggio al caudillo Martín Miguel de Güemes (1785-1821), eroe della Guerra d'Indipendenza Argentina.
Il comune è suddiviso nelle seguenti località: General Güemes (sede comunale), Saladillo, Cabeza de Buey e Palomitas.